# Escola d'escacs
Una escola d'escacs és un concepte relatiu a un estil de joc, un conjunt d'estratègies compartides per un grup de jugadors a l'hora de desenvolupar partides d'escacs. Històricament hi ha hagut diverses escoles en els escacs moderns, amb jugadors que hi han estat fortament vinculats. Avui en dia, però, hi ha una menor dependència de les escoles, ja que els jugadors tenen accés i beuen de moltes fonts d'informació, i acaben jugant d'acord amb el seu estil personal.

## Escola de Philidor

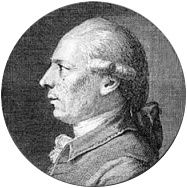
Philidor

L'escola de François-André Danican Philidor es basa en els peons com a peces claus per controlar el tauler.
El 1749, Philidor va publicar la seva obra Analyse du jeu des Échecs, que fou el primer llibre que parlava detalladament d'estratègia d'escacs en general. Va ser també la primera obra en parlar de la relació entre les peces i l'estructura de peons en la partida. Philidor creia que mantenir la mobilitat dels peons era el principal factor estratègic en els escacs, i va estudiar especialment factors com els peons aïllats, els peons doblats i els peons endarrerits. La defensa Philidor, que duu el seu nom, dona especial importància a aquests elements.
Les obres de Philidor varen ser molt lloades, però poc enteses, durant 90 anys. Les seves idees varen ser rescatades per l'Escola Anglesa durant la dècada de 1840. El 1925 Aron Nimzowitsch va reconèixer la importància de la mobilitat dels peons. Philidor ha estat cada vegada més reconegut com al fundador de l'estratègia moderna en escacs (Hooper & Whyld 1992:359).

## Escola de Mòdena
L'escola de Mòdena estava constituïda per tres escaquistes del segle xviii: Domenico Lorenzo Ponziani, Giambattista Lolli, i Ercole del Rio. i proposaven un model de joc oposat a l'anterior.
En contrast amb les idees de Philidor sobre l'estructura i la mobilitat dels peons, els modenesos posaven l'èmfasi en el ràpid desenvolupament de les peces per tal d'atacar el rei contrari i assolir ràpidament el mat o un guany de material. Recomanaven a tal efecte de jugar l'obertura italiana. Aquest estil havia estat practicat per Gioachino Greco, Alessandro Salvio, i altres italians al segle XVI (Sunnucks 1970:309–10).

## Escola anglesa

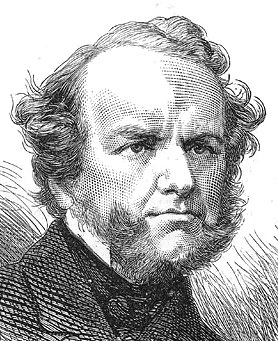
Staunton

Fundada per Howard Staunton els 1840s, entre els seus seguidors hi hagué Bernhard Horwitz, Elijah Williams, Marmaduke Wyvill, i en certa manera Adolf Anderssen i Daniel Harrwitz. L'escola anglesa proposava que la clau era dominar el centre i els punts claus de la posició. Els atacs només podrien venir després d'haver obtingut avantatges estratègics. Les peces s'havien de desenvolupar rere els peons, per a donar suport al seu avanç. Staunton fou pioner en l'ús de les obertures de flanc i del fianchetto dels alfils. Després de la retirada de Staunton el 1853, aquestes idees foren deixades de banda.

## Escola romàntica
L'escola romàntica (segle xix) va incorporar els conceptes de l'estil bonic i va fer èmfasi en l'atac a ultrança i en els sacrificis de peces per aconseguir un avantatge major posteriorment, on es veu la influència del romanticisme que li dona nom.

## Escola clàssica
L'escola clàssica va subratllar que la part més important del joc és tenir una bona defensa, ja que si es perd el rei no es pot continuar la partida i és gràcies als errors en defensa del rival que hom pot guanyar. Van diversificar-se les obertures en el joc i van crear-se sèries de jugades encadenades.

## Escola hipermoderna
L'Escola Hipermoderna d'escacs va introduir un concepte, el control indirecte d'una zona.No cal ocupar una casella o regió del tauler sinó amenaçar-lo o estar en posició de fer-ho per tenir.ne el control davant l'altre jugador, qui no pot envair-lo si no vol arriscar-se a perdre peces. Això permet multiplicar les funcions simultànies de les figures.

## Escola soviètica
A partir dels anys 40 va triomfar l'escola soviètica, que centrava el poder en la mobilitat de les peces, ja que restar immòbil redueix el nombre possible de jugades posteriors. La defensa siciliana va cobrar més pes amb aquest estil de joc.